# Асен Илиев (офицер)
Асен Попов Илиев е български офицер, поручик.

## Биография
Асен Илиев е роден в Белица, тогава в Османската империя, днес в България. Завършва Военното училище в София през 1915 година и участва в Първата световна война като поручик, в трета рота на Шестдесет и четвърти пехотен полк. Загива на 22 октомври 1915 година в кървавото сражение при Криволак. Погребан е в Ново село, Щипско. За бойни отличия и заслуги във войната е награден посмъртно с орден „За храброст“, IV степен.